# Градско позориште (Париз)
Градско позориште (фр.Théâtre de la Ville) јесте једно од два позоришта које је у деветнаестом столећу изградио барон Хаусман у Плас д Шателе у Паризу. Налази се у 4. арондисман Париза.
Међу бројним претходним именима су Théâtre Lyrique (Лирско позориште), Théâtre des Nations (Позориште нација) и Théâtre Sarah-Bernhardt (Позориште Саре Бернар).

## Théâtre Lyrique
Позориште је до пада Наполеона III Бонапарте 1870. било званично познато као Тhéâtre Lyrique Impérial. Пројектовао га је архитекта Габријел Давијуд за барона Хаусмана између 1860. и 1862. године за оперску компанију познатију као Théâtre Lyrique. Раније позориште те компаније, Тhéâtre Historique на Булевару ду Темпл, где је деловало до 1851, било је предвиђено за рушење као део Хаусманове реновације Париза. Током почетног периода рада на Плас д Шателе, била је под управом Леона Карваља и давала је премијере неколико значајних комада. Карваљо је такође представио прво извођење Вердијеве ревидиране и проширене верзије Магбета (на француском) 1865. Жил Пасделу је преузео дужност редитеља 1868. и поставио прве париске представе на основу Вагнеровог Риензи 1869. Théâtre Lyriqueт је скоро потпуно уништено у пожару 21. маја 1871. године током поновног заузимања Париза од стране снага Луја Адолфа Тјера на крају Париске комуне, а позоришна компанија је банкротирала недуго затим.
Позориште је обновљено 1874. на основу претходних планова и у почетку се звало Théâtre Historique, али је убрзо преименовано у Théâtre Historique, које је задржало до 1879. године, када је постало Тhéâtre des Nations.
Године 1887. Opéra-Comique се уселила у позориште након што је њено претходни седиште уништено у пожару. Име Théâtre Lyrique је враћено, а трупа је наставила да наступа у позоришту до 1898. године, када се вратила у новоизграђени простор. Током овог периода реализовано је неколико премијера, као што је и прво париско извођење Вертера (6. јануара 1893).

## Théâtre Sarah-Bernhardt
Године 1899. позориште је преименовано у Позориште Саре Бернер, по истакнутој глумици Сари Бернар, која је радила у овом позоришту скоро две деценије почевши од 1899.. После њене смрти 1923. године, позориште је наставило да функционише под управом њеног сином Мориса неколико година, све до његове смрти 1928.
Позориште је задржало име Саре Бернер све до окупације Француске од стране Немаца у Другом светском рату, када је име промењено због њеног јеврејског порекла. Назив позоришта је 1947. године поново враћен на првобитни.
Неколико остварења попут дела Стравинског и два балета Прокофјева приказано је током двадесетих година.
Позориште је поново преименовано у Театар нација (Théâtre des Nations) 1957.
Име Градско позориште по први пут је понело 1968. Од касних 1970-их ова институција, под управом Жана Меркура (1968–1985), затим Жерара Виолет (1985–2008), је међународно препозната по савременим плесним продукцијама и представљала је рад значајних француских и европских кореографа.